# Bereznyky (okres Chust)
Bereznyky, česky také Berezník (ukrajinsky Березники, maďarsky Bereznek), je obec v Kereckém územním společenství (hromadě) v okrese Chust v Zakarpatské oblasti na Ukrajině. V roce 2001 zde žilo 3 173 obyvatel.

## Příroda
Severně od vesnice jsou chráněná území:
- Bereznický prales (385,5 ha)[2]
- Boržavský prales (853,5 ha)[3]

## Historie
První písemná zmínka o obci pochází z roku 1680. Do uzavření Trianonské smlouvy byla obec součástí Uherska, poté byla pod názvem Berezník součástí první československé republiky. Od roku 1945 byla obec součástí Ukrajinské sovětské socialistické republiky, která byla součástí SSSR. Od roku 1991 je obec součástí nezávislé Ukrajiny.